# 豐榮客運
豐榮汽車客運股份有限公司（英語：Green Transit Co., Ltd.），簡稱豐榮客運，是一家主要業務為經營與公路客運業者。

## 沿革
- 1968年8月15日，振昌興業股份有限公司（又稱振昌木業，昔日南投縣水里車埕地區原木加工產業主要業者）成立「振昌汽車客運股份有限公司」，主要經營南投縣地區的公路客運。
- 1998年，因應都會區域發展，振昌客運由臺中縣遊覽車業者豐勢通運有限公司接手更名為「環台汽車客運公司」，初期使用台汽BENZ OF1417中興號二手車及福和客運二手車營運，後來又更名為「豐榮汽車客運股份有限公司」，並重整公司經營架構，逐年提昇車輛等硬體設備；另外亦結合其遊覽車業務經驗，以超越傳統客運業者經營模式。
- 2003年，獲政府許可經營國道路線「臺北東區 - 埔里 - 日月潭」。
- 2004年11月，正式開始經營國道路線，並將該路線設定為日月潭地區之觀光巴士。
- 2006年，開始配合日月潭多家飯店業者及九族文化村推出自由行套裝行程。
- 2012年10月1日，旗下路線臺中市公車127路開始營運。
- 2013年6月1日，接駛原由仁友客運經營的台中市公車40路、48路、89路。
- 2017年11月1日，接駛原由豐原客運經營的台中市公車228路
- 2021年8月28日，台中市公車40路、89路改由中鹿客運接駛繼續營運。
- 2023年4月1日，48路、127路、228路交由巨業交通代駛。

## 經營路線

### 公路客運
| 路線編碼 | 營運區間 | 備註     |
| -------- | -------- | -------- |
| 6288     | 水－雙龍 |          |
| 6289     | 水－埔   | 經日月潭 |

## 營業車站
- 水站：南投縣水里鄉民權路89號

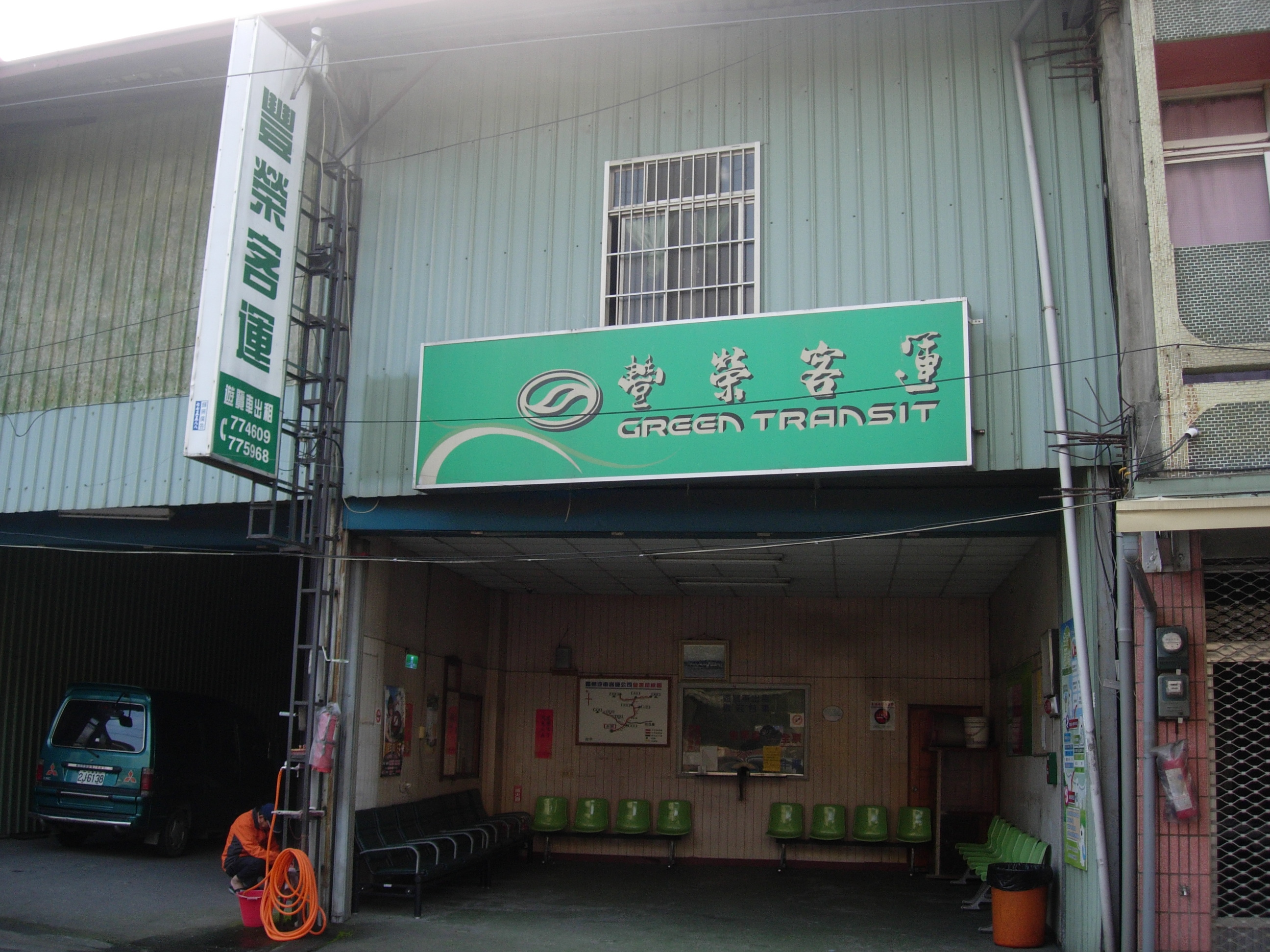
水里站外觀
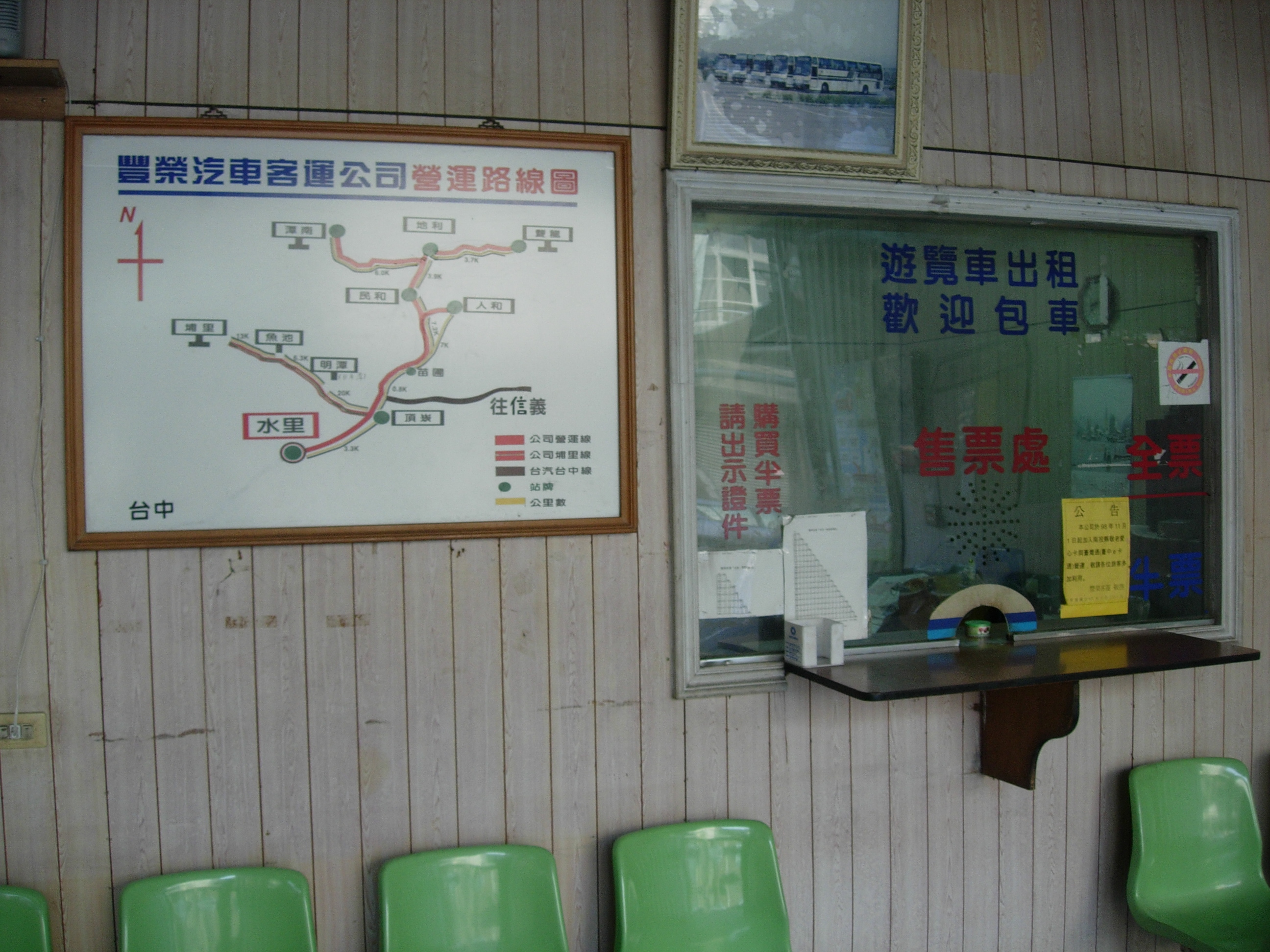
水里站內部與路線圖
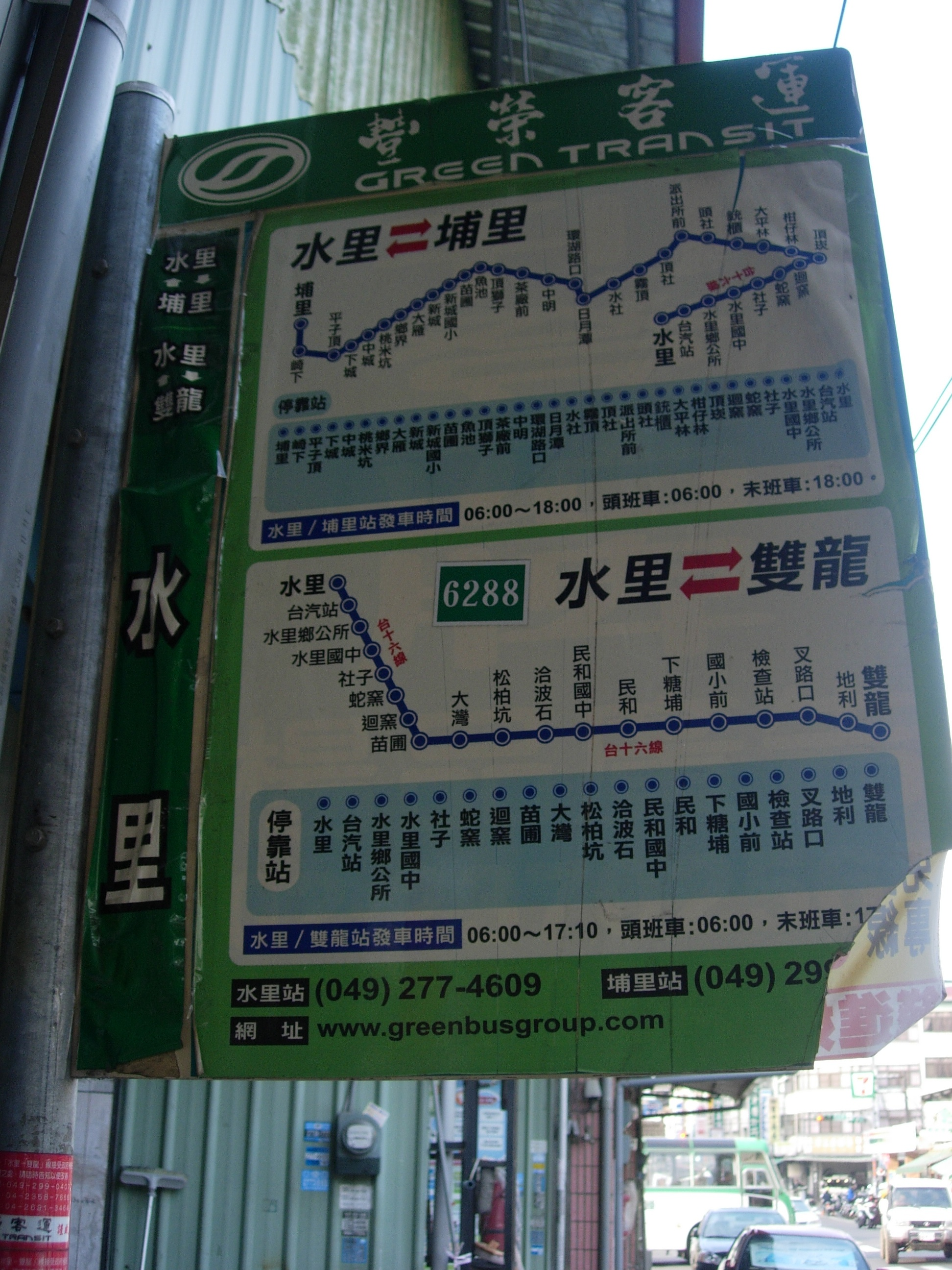
水里站站牌

- 埔里站：南投縣埔里鎮中正路324號（全航客運埔里站代售）
- 日月潭代售處：南投縣魚池鄉中山路163號（日月潭水陸交通聯合服務站）

## 外部連結
- 豐榮汽車客運股份有限公司全球資訊網（页面存档备份，存于）